# Старая Воскресеновка (Липецкая область)
Ста́рая Воскресе́новка — деревня Гнилушинского сельсовета Задонского района Липецкой области. Имеет одну улицу: Сосновая.

## Население
| 1859 | 2010 |
| ---- | ---- |
| 304  | ↘170 |